# 尤里·德米特里耶夫
尤里·阿列克謝耶維奇·德米特里耶夫（羅馬化：Yuriy Alekseyevich Dmitriyev；1956年1月28日—），俄罗斯卡累利阿共和国民权活动家、地方史学家，俄罗斯非营利性组织纪念卡累利阿分支负责人，20世纪90年代初开始研究当地苏联大清洗时期的历史，发现了桑达莫克万人坑。2016年因相关活动遭俄罗斯当局以恋童等相关罪名起诉后入狱。